# Apostolischen
Apostolische kerken of Apostolischen is een verzamelnaam voor zeker 10 verschillende kerkgenootschappen in Nederland en enkele tientallen wereldwijd, variërend van Bijbelgetrouw tot uiterst vrijzinnig, die hun oorsprong hebben in Engeland en Schotland rond het jaar 1830.
Deze kerken worden geleid door één of meer mensen met het ambt van apostel ("gezondene"), naar het voorbeeld van de twaalf apostelen van Jezus.

## Denominaties en afsplitsingen

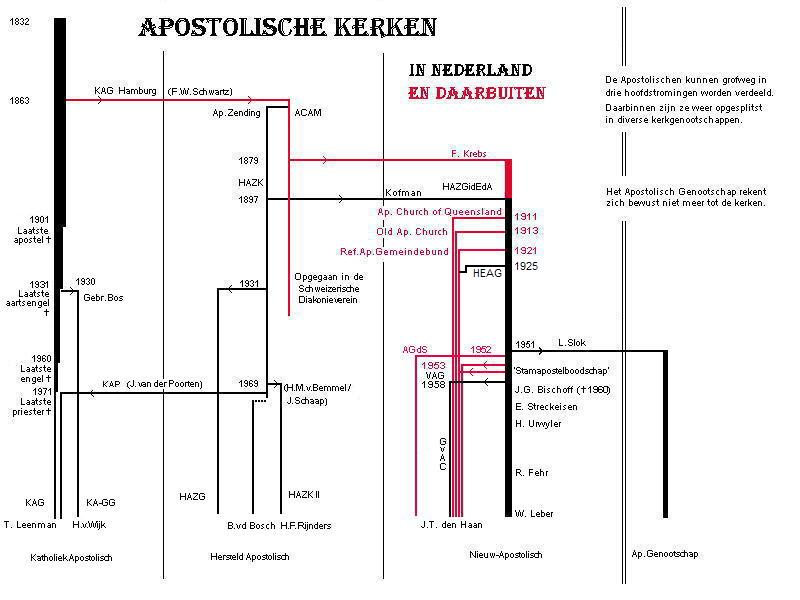
Schema van de verschillende Apostolischen in Nederland vanaf 1830 tot heden. Klik op het plaatje voor een vergroting.

### Katholiek Apostolische Kerken afscheidingen
De oorspronkelijke Britse Katholiek Apostolische Kerk telde op haar hoogtepunt wereldwijd ongeveer 200.000 leden en werd van 1832-1901 geleid door apostelen.
Uit de KA-gemeente te Hamburg is de Allgemeine Christliche Apostolische Mission (ACAM) voortgekomen, met als Nederlandse tak de Hersteld Apostolische Zendingkerk (HAZK - zie hieronder). Deze laatste werd gesticht op 24 september 1863, te Amsterdam, destijds onder de naam Apostolische Zending en stond tot 6 december 1895 onder leiding van apostel Friedrich Wilhelm Schwartz.
Na contacten met en onderwijs bij een katholiek apostolische gemeente claimden de gereformeerde gebrs. L.J. en J.L. Bos in 1930 een apostelroeping te hebben ontvangen en stichtten de Katholiek Apostolische Kerk - Gemeente Gods (Groenekan). Een van hun huidige apostelen is Henk van Wijk, auteur van 'De dans van de blinde bruid'.

### Hersteld Apostolische Zendingkerken afscheidingen
Uit de HAZK is door afscheiding in 1897 de Nieuw-apostolische kerk (NAK - zie hieronder) in Nederland ontstaan. Deze werd als kerkgenootschap officieel opgericht in 1902 te Amsterdam, toen nog onder de naam Hersteld Apostolische Zendinggemeente in de Eenheid der Apostelen (HAZEA).
Na een tijdelijke scheuring (1904-1913) van de HAZK-gemeente te Haarlem, onder aanvoering van herder N.J. Verkruisen, nam zijn zoon, herder J.W. Verkruisen, opnieuw initiatief tot afscheiding in 1931, waaruit de Hersteld Apostolische Zendinggemeente ontstond, met vestigingen in Haarlem, Beverwijk, Amsterdam en Vlissingen en Arnhem.
De HAZK viel in de periode 1969-1971 uiteen in drie delen, te weten de Hersteld Apostolische Zendingkerk II, de Hersteld Apostolische Zendingkerk - Stam Juda en een groep die zich in de geest herenigde met de oorspronkelijke Katholiek Apostolische Kerk, waarvan de nakomelingen echter apart bijeenkomen.
In de HAZK-Stam Juda verlieten in 1992 de families Pullen/Esmeijer (na excommunicatie)de kerk. In 2010 na een meningsverschil tussen ap B. v/d Bosch en de bediening en gemeenteleden van de gemeente Arnhem, is deze gemeente verstoten door ap B. v/d Bosch. Ap. B. v/d Bosch, heeft het Apostelambt als een erfenis doorgegeven aan zijn zoon P. v/d Bosch, dus niet geroepen door de Heer door profetenmond. En deze heeft alle omgang met de gemeente Arnhem verbroken. de gemeente Arnhem is doorgegaan onder de naam HAZK Filadelfia-stam Juda In 2020 zijn priester M.v Lokhorst en Diaken C.v lokhorst de HAZK Filadelfia-stam Juda verlaten en hebben een anderen weg gekozen en daarmede uit hun ambt gezet door apostel Bosveld. De doorzet van de Br, van Lokhorst is de Apostolische Katholieke orde geworden en daarmee de eerste orde die er is binnen de Apostolische stromingen. HAZK II onder ap. Rijnders scheurde Amersfoort (groep Arisz) af en ook de groep Schutterop/Van Ingen. In 2021 onder ap. Straetemans vertrok een groep van 4 gemeentes uit HAZKII en richtte de HAZKIII op.

### Nieuw-apostolische kerken afscheidingen
Uit de Duitse Nieuw-apostolische kerk o.l.v. apostel Krebs - die in Nederland nog tot 1953 bestond onder de naam Hersteld Apostolische Zendingkerk in de Eenheid der Apostelen (HAZEA) en vervolgens enkele jaren als HAGEA - was eind negentiende eeuw te Stapelburg (tegenwoordig: Ilsenburg) in Duitsland een afsplitsing ontstaan die zich Alt-Apostolische Gemeinde noemde.
Eveneens na conflicten met Krebs splitste zich in 1902 het Apostelamt Juda af, en daaruit scheidden zich achtereenvolgens in 1921 het Apostelamt Johannes van Gustav Rothe af, in 1922 het Apostelamt Jesu Christi van B. Zilonkowski, en in 1923 het Apostelamt Simeon in Juda van Krüger, dat sinds 1932 de toevoeging kreeg '... in Jakobs Geschlecht'. Dit werd in 1947 hernoemd tot Apostelamt Jesu Christi (Trubach).
De Australische tak van de HAZEA ging vanaf 1911 zelfstandig verder als Apostolic Church of Queensland (ACoQ), nadat haar apostel Niemeyer door 'stamapostel' Niehaus van de HAZEA werd afgezet. Hetzelfde gebeurde in 1913 met apostel Klibbe in Zuid-Afrika, waaruit de (nog steeds zelfstandige) Oud-Apostolische Kerk voortkwam. In 1921 volgde de afzetting van apostel Brückner door Niehaus, hetgeen leidde tot oprichting van de Reformiert Apostolische Gemeindebund.
In 1925 leidde onenigheid tussen de Enkhuizer evangelist Smit en apostel van Oosbree over wijzigingen van laatstgenoemde van onder meer het Avondmaal, tot oprichting van de Hersteld Evangelische Apostolische Gemeente. Van Oosbree wilde het 'kerkelijke element'naar de achtergrond verdringen en de organisatie een meer 'humanistisch' karakter meegeven. Toen ook diens opvolger, herder A. Grootveld met van Oosbree in conflict kwam, stichtte eerstgenoemde de Nieuwe Hersteld Apostolische Zendinggemeente.
In Duitsland splitsten zich in 1946 de Christen unserer Zeit af van de Nieuw-apostolische kerk wegens onenigheid over de samenwerking met de nazi's in de Tweede Wereldoorlog. Tevens leidden problemen rond het bestuur van het district waartoe Saarland behoorde, in 1952 tot de oprichting van de Apostolische Gemeinde des Saarlandes.
In 1950 kwam stamapostel Bisschoff als gevolg van een "goddelijke openbaring" tot de uitspraak dat hij niet meer sterven zou, omdat de Heer nog tijdens zijn leven zou wederkomen. Deze boodschap van de stamapostel bracht ook in Nederland grote verdeeldheid teweeg. In 1953 had de HAZEA haar naam gewijzigd in Hersteld Apostolische Gemeente in de Eenheid der Apostelen (HAGEA). Maar de spanning was zo toegenomen, dat naast de HAGEA nog een andere gemeenschap werd opgericht: de Nieuw Apostolische Kerk der Nederlanden (NAK), waarin de boodschap van de stamapostel onverkort werd gepreekt. In 1960 overleed Bisschoff. Datzelfde jaar gingen HAGEA en NAK weer samen door de oprichting van de Nieuw Apostolische Kerk in Nederland. Districtsapostel voor Nederland is momenteel Rainer Storck.
Vanaf 1954 belandden echter grote aantallen apostolischen buiten de HAGEA vanwege ongeloof in die zogenaamde 'stamapostelboodschap' van stamapostel Bischoff in de periode 1950-1960, zoals de Gemeente van Apostolische Christenen en de Apostolische Gemeinschaft o.l.v. Peter Kuhlen. In 1955 scheidde zich in Zuid-Afrika de Apostolic Church - Apostle Unity af van de NAK. Deze groepen zijn vanaf 1956, evenals de ACoQ, aangesloten bij de Vereniging van Apostolische Gemeenten (± 20.000 leden).
In 1988 ontstond de Apostolische Gemeente Wiesbaden op initiatief van apostel Hermann Gottfried Rockenfelder, onder andere wegens de herinvoering van het profetenambt.

### Het Apostolisch Genootschap
Apostel Van Oosbree had al in 1946 bij testament de districtsoudste Lambertus Slok aangewezen als zijn opvolger. Stamapostel J.G. Bischoff ging daarmee echter niet akkoord en benoemde J. Jochems tot apostel. Een langdurige rechtsprocedure kwam op gang. In 1951 besliste de Hoge Raad uiteindelijk dat Slok niet rechtsgeldig benoemd was. 26.000 van de in totaal 30.000 leden van de Hersteld Apostolische Zendinggemeente in de Eenheid der Apostelen (HAZEA) bleven trouw aan Slok en traden uit.
Door deze afscheiding van het grootste deel van de leden van de HAZEA, ontstond op 28 december 1951 Het Apostolisch Genootschap, verspreid over ongeveer 75 locaties in Nederland. Het Apostolisch Genootschap ontwikkelde zich in vijftig jaar tot een vrijzinnige geloofsgemeenschap. Anno 2024 heeft het Apostolisch Genootschap circa 12.000 leden.

### Overige 'apostolische' bewegingen
De Apostolische Kerk in Nederland wordt niet tot de Apostolischen gerekend, maar is een kleine pinkstergroepering die tot 1960 in Nederland bestond en haar ontstaan heeft in de opwekkingsbeweging van 1904-1905 in Wales.
De 'apostolische beweging' die is voortgekomen uit de pinkster- en charismatische beweging, wordt echter niet gerekend tot de Apostolischen. Een twijfelgeval is de Destiny Church in Groningen. De voorganger van deze gemeenschap was tot zijn zeventiende jaar lid van het Apostolisch Genootschap en is aangesloten bij een wereldwijd verband van pinkstergemeenten.